# 吉良経氏
吉良 経氏（きら つねうじ）は、鎌倉時代の武将。奥州（武蔵）吉良氏（前期東条吉良氏）2代当主。
吉良義継の子とされるが、西条吉良氏の吉良満氏の実子とも、あるいは義継の実子であるが満氏の養子となったとも言われる。「吉良町史」では、義継の渡唐・出家により、義継の領地を相続するため、一旦惣領である満氏の養子になる必要があったのではないかと推量している。
『尊卑分脈』の経氏の注に「号吉良」と記されていることから、前期東条吉良氏は、経氏の代に初めて東条の地を領有したとも考えられるが、確証は得られていない。